# Staudigl (Isen)
Staudigl ist ein Gemeindeteil des Marktes Isen im oberbayrischen Landkreis Erding.

## Geographie
Die Einöde Staudigl liegt am Südostrand von Isen, westlich fließt der Schinderbach.
Staudigl ist über die Kreisstraße ED 23 an das Straßennetz angeschlossen.
Die Einöde besteht im Wesentlichen aus einem Wohnhaus und zwei Nebengebäuden.